# Gaspar Arnold Bamps

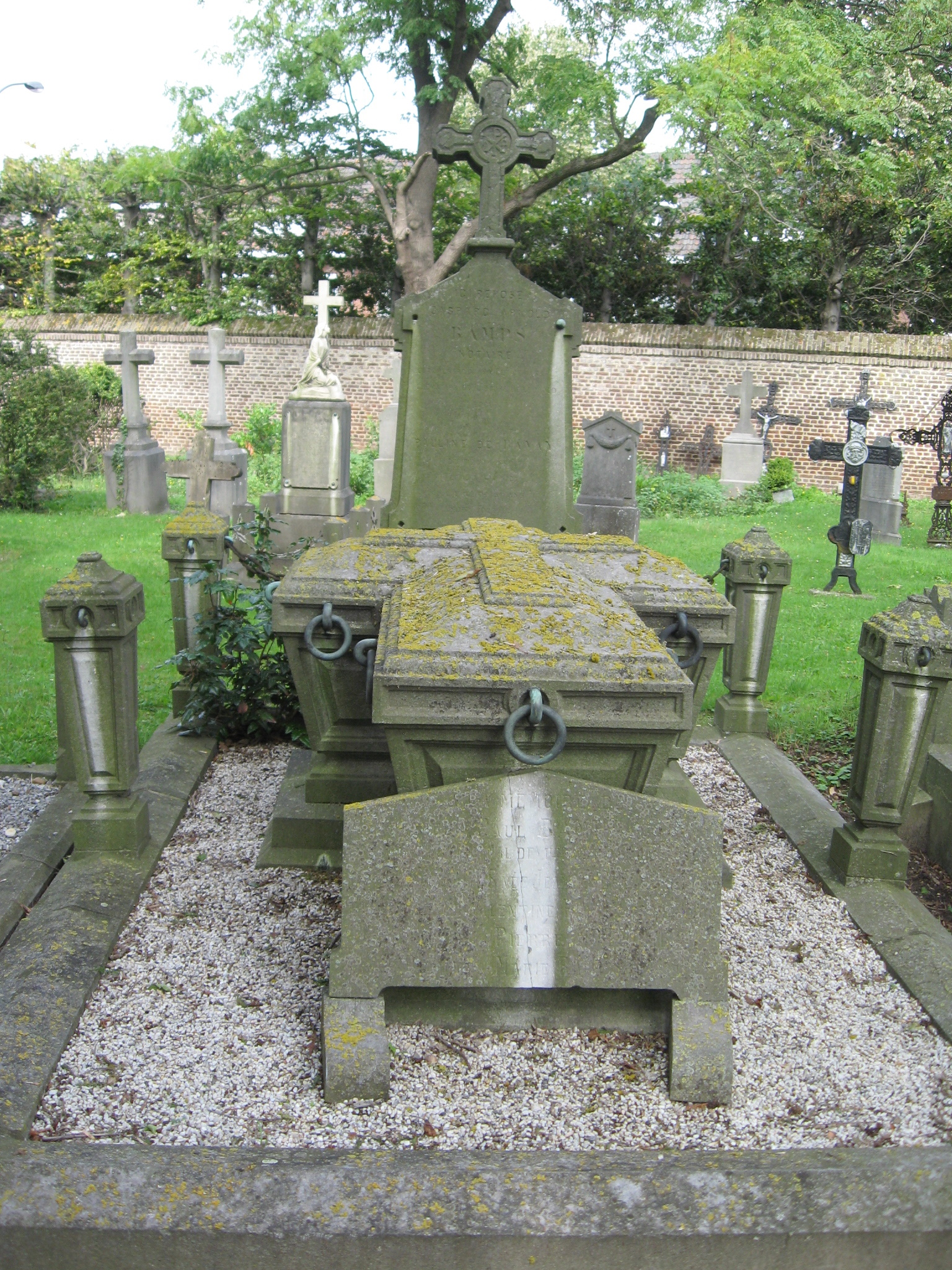
Grafmonument van Gaspar Arnold Bamps op het Oud Kerkhof van Hasselt.

Gaspar Arnold Bamps (Hasselt, 13 april 1826 - aldaar, 15 april 1880) was burgemeester van de Belgische stad Hasselt van 1878 tot aan zijn dood. Hij combineerde het burgemeesterschap met zijn ambt als notaris.

## Familie
Gaspar Arnold Bamps was de neef van notaris en burgemeester Michel Arnold Bamps. In 1853 huwde hij met Pauline de Bavay. Zij gingen wonen in het 17e-eeuwse herenhuis De Gulden Put dat sinds 2002 een beschermd monument is. Een zoon van het echtpaar, Paul Bamps, werd later bekend als kunstschilder.

## Loopbaan
Bamps trad in de voetsporen van zijn oom en studeerde rechten en notariaat. Hij volgde hem op als notaris en werd voorzitter van de Kamer van Notarissen van het arrondissement Hasselt.
Hij werd gemeenteraadslid en bij de verkiezingen van 1878 trok Bamps de liberale lijst. Met 53% van het aantal stemmen en 8 van de 13 zetels kwamen zij als winnaar uit de bus tegen de katholieke lijst van uittredend burgemeester Jules Nagels.
Bamps werd de nieuwe burgemeester maar overleed amper twee jaar later aan de gevolgen van een slepende ziekte. Zijn burgemeesterschap werd gekenmerkt door de eveneens in Hasselt merkbare scherpe tegenstelling tussen de liberalen en de katholieken tijdens de Schoolstrijd. In 1879 huldigde hij de sinds 2002 beschermde Rijkswachtkazerne in.
Bamps ligt begraven op het Oud Kerkhof van Hasselt.